# Año Internacional de los Idiomas
El año 2008 fue proclamado Año Internacional de los Idiomas por la Asamblea General de las Naciones Unidas el 16 de mayo de 2007, conforme a la resolución aprobada por la Conferencia General de la UNESCO durante su 33º período de sesiones el 20 de octubre de 2005. La designación tenía como objetivo resaltar la importancia de la diversidad lingüística y el multilingüismo como elementos clave para la promoción de la paz y el entendimiento entre los pueblos. La UNESCO fue el organismo coordinador de las actividades del Año, enfocándose en la promoción, el respeto y la protección de todos los idiomas, con especial atención a aquellos en peligro de desaparición.

## Actividades y Alcance
Durante ese año, se llevaron a cabo múltiples actividades a nivel global, local y regional para fortalecer la diversidad lingüística. La UNESCO y otros actores clave promovieron proyectos en áreas como la educación multilingüe, la integración de lenguas indígenas en sistemas educativos, y el fomento del uso de las lenguas maternas en todas las etapas de la educación. También se realizaron esfuerzos en los campos de la ciencia y la cultura para mejorar la comunicación intercultural y preservar el patrimonio lingüístico. La financiación de estas actividades provino de fuentes diversas, incluyendo contribuciones voluntarias de gobiernos, organizaciones internacionales y el sector privado.